# Trilogía de Will Rogers
La trilogía de Will Rogers es un conjunto de tres películas estadounidenses rodadas entre 1933 y 1935 que cuentan con un equipo técnico y artístico similar. Su director fue John Ford; la productora, Fox Film Corporation; el actor protagonista, Will Rogers; la música fue compuesta por Samuel Kaylin; el director de fotografía fue George Schneiderman; William S. Darling trabajó en la dirección artística e interpretaron papeles secundarios Berton Churchill y Francis Ford. Está compuesta por los filmes Doctor Bull (1933), El juez Priest (1934) y Barco a la deriva (1935).

## John Ford
Ford había dirigido más de sesenta películas durante el período del cine mudo. Tras iniciarse realizando westerns de bajo presupuesto, género en el que destacó con la colaboración del actor Harry Carey, y ganarse la confianza de los estudios con la superproducción El caballo de hierro, demostró que era capaz de dirigir con solvencia películas de otros géneros. En 1928 obtuvo su mayor éxito con el drama bélico Cuatro hijos.
A diferencia de otros directores, Ford fue capaz de realizar la transición al cine sonoro, habiendo dirigido hasta 1933 una docena de filmes de diversos géneros y estilos que nunca ocasionaron pérdidas a los estudios. Sin embargo, durante el rodaje de su mayor éxito sonoro hasta la fecha, Arrowsmith, una crisis personal y sus conocidos excesos con la bebida ocasionaron que incumpliera el contrato con el productor Samuel Goldwyn, lo que conllevó que Fox Film Corporation diera por finalizado el contrato de exclusividad que había disfrutado durante años. A partir de ese momento, tuvo que modificar su forma de trabajar, aceptando u ofreciendo proyectos a diferentes productoras.
En 1933, Ford aceptó un encargo de su vieja compañía, la Fox, para dirigir un drama casi rural protagonizado por el popular y peculiar actor Will Rogers. Lo que parecía un encargo más, supuso el comienzo de una intensa colaboración entre director y actor que solo se interrumpiría con la prematura muerte del segundo en un trágico accidente aéreo.

## Will Rogers

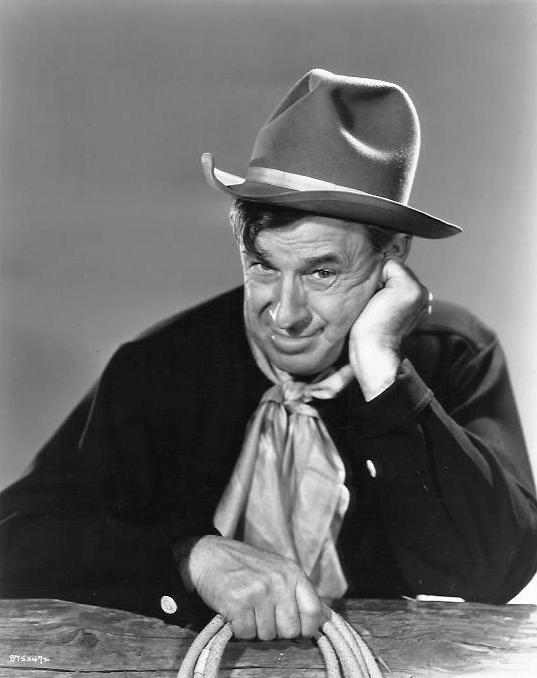
Típica imagen de Rogers como cowboy

El peculiar actor Will Rogers era una de las estrellas más populares en los Estados Unidos, si bien su fama nunca fue tan notoria en otros países, particularmente en Europa, que constituía el principal mercado exterior de la industria cinematográfica de Hollywood. Cuando comenzó a colaborar con Ford había rodado más de cuarenta películas, gozaba de un enorme éxito y era una de las estrellas mejor pagadas de Hollywood.
Nacido en el Territorio Indio (luego Estado de Oklahoma), él mismo presumía de tener ascendencia amerindia. Comenzó trabajando como vaquero, pero su habilidad con el lazo le permitió trabajar en el circo y el vodevil, llegando a colaborar con Ziegfeld. Su creciente popularidad le permitió pasar al cine de la mano de Samuel Goldwyn.
Uno de los motivos de su fama eran los comentarios que realizaba durante sus actuaciones, dotados de un peculiar sentido del humor que no excluía la profundidad y que abarcaban todo tipo de temas, política y moral incluidas. Además de sus actuaciones en directo, su voz llegaba al público a través de sus intervenciones en diversos programas de radio. También escribía habitualmente en numerosos periódicos y revistas, y publicó varios libros humorísticos. La llegada del cine sonoro le permitió conectar mejor en este medio con el público, al llegar al mismo directamente con su propia voz en vez de con los rótulos propios del cine silente (que él mismo redactaba).
Sin embargo, su interpretación y discurso resultaban de alcance local, llegando con dificultad al público de fuera de los Estados Unidos, razón por la que no es tan conocido en otros países.
La colaboración con un reputado director como Ford le permitió conferir más prestigio a su ya popular imagen.

## Doctor Bull(1933)

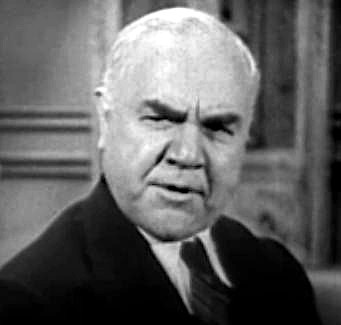
Berton Churchill es otro de los actores que aparecen en las tres películas

Doctor Bull (título traducible como El doctor Bull) está basada en una novela de James Gould Cozzens adaptada por Jane Storn, y narra la historia de un médico de una pequeña ciudad de Connecticut en época contemporánea a la de su rodaje. Supone la segunda aproximación de John Ford al mundo de la medicina tras Arrowsmith. Sin embargo, en este caso el protagonista no es un joven y ambicioso investigador sino un médico ya mayor, cargado de experiencia y buen sentido, que lleva décadas intentando curar a sus pacientes o, al menos, ayudarles en el duro tránsito a la otra vida cuando no puede sanarles. A diferencia de Martin Arrowsmith, Bull (encarnado con su inimitable estilo por Will Rogers) sabe que los pacientes no siempre sobreviven, y desarrolla su trabajo teniendo en cuenta este hecho. Pero todo ello no le priva de la sabiduría médica suficiente para devolver la capacidad de caminar a un paralítico desahuciado por todos (salvo por el mismo Bull).
El tono costumbrista de la película no es totalmente complaciente con los personajes. La amistosa relación entre Bull y la viuda Carmaker es objeto de agrios comentarios por parte de las mentes biempensantes de la comunidad, a las que Ford presenta en el tono crítico que habitualmente utilizará con ellas en futuros films (como en la parte final de Two Rode Together, 1961). Aunque marcadamente cristiano y católico en sus creencias (lo que quedará patente en su personal obra de 1947 El fugitivo), Ford fustigaba duramente a los defensores de una moralidad intolerante, como mostraría pocos años más tarde en ¡Qué verde era mi valle! (1941). En este sentido, el desarrollo circular de la película, abierta con la llegada de un tren a la estación y cerrada con la partida de otro, es interpretado por cierta crítica como una forma de señalar el aislamiento en el que vive la pequeña comunidad local.
El conflicto será desencadenado por la existencia de una industria cuya contaminación ocasionará una epidemia de fiebre tifoidea entre la población. Aunque Bull señalará desde el principio el foco de la plaga, será doblemente censurado: por su supuesta incapacidad para frenar la enfermedad y por su oposición al presunto progreso que representa la factoría. Sus sensatas medidas preventivas son rechazadas por las corruptas autoridades locales, que temen un negativo efecto sobre el turismo. Finalmente, el médico deberá abandonar la ciudad, si bien los periódicos se hacen eco simultáneamente de su último gran éxito profesional.
Doctor Bull es la más seria de las películas de la trilogía. El mismo Ford manifestó años después a Peter Bogdanovich que la historia era triste, pero que Will Rogers le insufló grandes dosis de humor hasta el punto de convertirla en una de las preferidas del actor. No obstante, el escaso público que visiona hoy la cinta se muestra dividido: por un lado están quienes la consideran una buena obra menor de Ford, caracterizada formalmente por su estilo invisible de dirección y en cuanto al contenido por la defensa de los valores morales del director; por otro, quienes opinan que su estatismo la hace demasiado lenta incluso para los parámetros de la época en que fue rodada.

## Relación entre Ford y Rogers
Años después de haber terminado una larga relación profesional con el actor Harry Carey que dio lugar a más de veinte westerns (la mayoría de ellos, desgraciadamente perdidos), Ford encontró en Rogers al segundo actor importante de su carrera cinematográfica. Es conocida la aversión que el director de Maine sentía hacia las personas con pretensiones intelectuales. Durante los rodajes, era más fácil verle rodeado de extras y operarios que dialogando con los guionistas. A pesar de su talento cinematográfico, que poco después empezaría a ser reconocido de forma generalizada, Ford siempre rechazaba cualquier pretensión artística o "autoral", limitándose a decir que hacía cine para pagar sus facturas. Cuando concedía entrevistas, era habitual que respondiese con socarronería a los periodistas que le preguntaban acerca de las intenciones artísticas que había en un determinado plano o secuencia. Un personaje como Will Rogers, que parecía encarnar la sabiduría popular y era todo lo opuesto al conocimiento académico, encajaba perfectamente con la mentalidad de Ford. De ahí que se sintiera cómodo trabajando con él y dispuesto a repetir una experiencia que, además, iba acompañada por el respaldo del público. El actor okie, aun siendo siempre él mismo, sintonizó perfectamente con los prototipos fordianos.
Consciente de que el público no deseaba ver a Rogers interpretando un papel sino que quería verle actuando con su habitual espontaneidad, Ford nunca intentó que memorizara los diálogos. Le explicaba lo que debía decir el personaje, pero le exhortaba a que lo expresara con sus propias palabras. Rogers respondía perfectamente al planteamiento, y sabía en qué momento debía dar entrada a los restantes compañeros de reparto. Para facilitar el trabajo del actor, Ford ponía a su servicio toda la puesta en escena, concebida a través de planos estáticos en los que la cámara permanecía inmóvil facilitando que Rogers estuviera dentro de plano. Este tipo de realización, tan diferente de los complicados movimientos de cámara y el expresionismo que el propio director había utilizado en anteriores películas, configuraba ya lo que luego sería conocido como el estilo invisible de Ford.

## El juez Priest(1934)

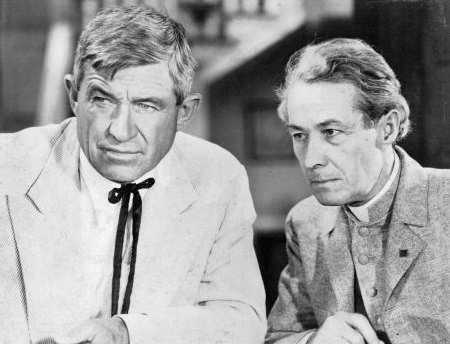
Rogers junto a Henry B. Walthall en una escena del filme

Tras el rodaje de El doctor Bull, actor y director realizaron otros trabajos por separado antes de volver a colaborar en otra película al año siguiente. A principios de 1934, Ford realizó para RKO La patrulla perdida, un filme del género bélico, de no muy alto presupuesto, muy personal, y de tono claustrofóbico que tuvo buena acogida por parte de la crítica. De esta forma, tanto público como crítica volvían a sonreír a Ford.
El mismo año 1934, Ford y Rogers volvieron a coincidir en otro proyecto: El juez Priest (Judge Priest; 1934). En esta ocasión se trataba de una historia creada por los guionistas Dudley Nichols y Lamar Trotti a partir del universo descrito en varias de las historias breves del escritor sureño Irvin S. Cobb, amigo personal de Ford y por cuya obra este sentía gran admiración. El director de Maine desechó los estilos vigentes en el momento y retomó el de uno de sus maestros, D. W. Griffith. Esto se aprecia claramente en la secuencia del flashback mediante el que el reverendo Brand relata durante el juicio el pasado del acusado. No es casual que el reverendo sea interpretado por Henry B. Walthall, el mismo actor que encarnó al «pequeño coronel» en El nacimiento de una nación.
El resultado fue una comedia costumbrista ambientada en un idílico Sur marcado por el recuerdo de la Guerra de Secesión en el que Will Rogers encarna a un veterano juez viudo. La película muestra episodios aparentemente banales en los que vemos la relación del juez con los sumisos habitantes negros, su rivalidad con el fiscal que desea arrebatarle el puesto en las próximas elecciones, su apoyo a una joven pareja y la solución de un pequeño misterio que envuelve a un hombre de oscuro pasado. El filme se abre con una secuencia muy representativa en la que el juicio a un perezoso negro se desarrolla de forma surrealista, con el juez leyendo viñetas mientras el pomposo fiscal presenta la acusación, el público discutiendo acerca de una antigua batalla en la que venció la Confederación y el diálogo sobre pesca entre juez y acusado. La siguiente secuencia nos presenta ya a estos dos últimos yendo a pescar juntos. La productora censuró, no obstante, una secuencia de un linchamiento que ha sido elogiada por la crítica por su escritura y puesta en escena. El corte —relacionado con la gran cantidad de linchamientos que se producían en la época del rodaje en los Estados Unidos— disgustó profundamente a Ford, quien incluiría una secuencia similar años después en El sol siempre brilla en Kentucky.
La película fue uno de los mayores éxitos de taquilla de 1934 en los Estados Unidos y obtuvo buenas críticas ya en su momento. Con el paso del tiempo, nuevas generaciones de críticos cinematográficos destacan secuencias como aquella en la que Priest se une a la criada interpretada por Hattie McDaniel en su canción, los monólogos del juez con su difunta esposa —que prefiguran secuencias semejantes en futuras películas de Ford—, la improvisación de Rogers —como cuando da una palmadita en la espalda a la joven que se encara con la puritana pariente del juez—, las actuaciones de los actores secundarios y la secuencia en la que Priest y su sobrino charlan sobre el amor en la veranda y la cámara, en una muestra de profundidad de campo, nos permite vislumbrar al fondo la luminosa figura de la enamorada del joven en la penumbra del porche de su casa. Algunos la consideran una de las mejores películas del director en los años 1930 e, incluso, de su carrera.
El tema gustó tanto a Ford que años más tarde lo retomó para rodar El sol siempre brilla en Kentucky (The Sun Shines Bright, 1953). Esta película no es ni un remake ni una secuela de El juez Priest, sino una revisitación del mundo de Cobb con distintas características.

## El géneroamericana

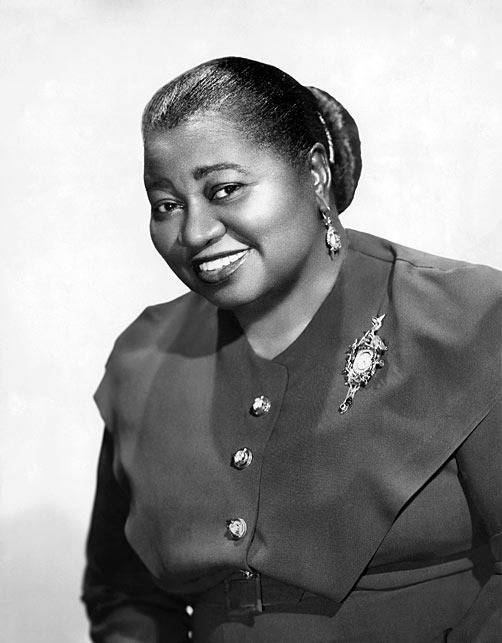
La interpretación de Hattie McDaniel en El juez Priest es recordada por la crítica

Las películas que Ford realizó con Will Rogers se han englobado por algún autor —junto con la posterior El sol siempre brilla en Kentucky (The Sun Shines Bright, 1953)— en lo que denominan el género americana. Son filmes que se consideran necesarios en el difícil camino seguido por el director para llegar a su peculiar «estilo transparente». Aunque alejadas del expresionismo de otras películas del cineasta de Maine, su estructura narrativa es más compleja de lo que parece a primera vista. El protagonista —Priest, por ejemplo— suele ser un personaje cuya época transcurrió hace tiempo y que experimenta una evidente nostalgia del pasado. Sin embargo, eso mismo hace que su actuar en el presente impida que este discurra de forma atropellada y olvidando las lecciones del ayer. Con el protagonista se mueven personajes marginales, tales como delincuentes, prostitutas, negros, huérfanas u holgazanes a los que aquel defiende de la sociedad bien pensante. Dichos personajes principales suelen ser tratados por otros como niños debido a su excentricidad, pero es ese comportamiento inusual el que evita que las películas ofrezcan una visión totalmente idílica de la vida en las comunidades rurales. El pensamiento de Ford es más complejo de lo que parece; en consecuencia, la virtud y el pecado se confunden, la ley puede hacer trampas cuando la situación lo requiere y el idealismo no es incompatible con la decepción. La aparente placidez del cuadro esconde turbulencias bajo su superficie, como ocurre en la pintura de Edward Hopper.

## Barco a la deriva(1935)
Entre El juez Priest y su siguiente colaboración con Rogers, Ford rodó otras dos películas. De ellas destaca El delator, filme ambientado en la Irlanda de sus antepasados y que le valió un amplio reconocimiento de crítica y público. Ganó el Premio de la Crítica de Nueva York y el Óscar al mejor director en la edición de 1935. Con ello, su prestigio profesional alcanzaba el nivel más alto hasta la fecha.

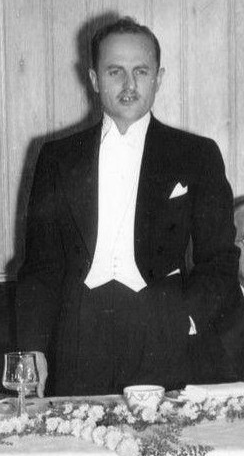
Darryl F. Zanuck, nuevo hombre fuerte del estudio, interfirió en el rodaje del filme

En la cresta de la ola de El delator, Ford afrontó su tercera colaboración con el popular actor okie: Barco a la deriva (Steamboat' Round the Bend, 1935). En esta ocasión, Rogers encarna a un vendedor de una medicina milagrosa que ha adquirido un viejo barco fluvial de vapor para navegar por el río Misisipi. La película está muy vinculada a la tradición humorística de Mark Twain. El sobrino del protagonista mata a un hombre en legítima defensa, pero la ausencia del único testigo hace que sea condenado a muerte. Para salvarle, su tío emprenderá una búsqueda a lo largo del río y deberá literalmente participar en una carrera fluvial compitiendo contra otro capitán encarnado precisamente por el escritor Irvin S. Cobb.
Durante el rodaje, la productora Fox Film Corporation fue adquirida por  Twentieth Century Films de Darryl F. Zanuck y fue integrada en la nueva 20th Century Fox. El nuevo jefe de estudio intentó eliminar los pasajes más cómicos, lo que, según Ford, perjudicó al resultado final. El enfrentamiento entre director y productor durante la fase de montaje fue sonado.

## Trascendencia
La inesperada muerte de Will Rogers en un accidente aéreo en 1935 puso fin a la colaboración entre actor, director y productora, consolidando así esta como una trilogía. Aunque poco conocidas fuera de los Estados Unidos debido a su carácter localista —ninguna de las tres películas llegó a ser estrenada en España en su momento, por ejemplo— son valoradas por los estudiosos de la obra de John Ford. Eduardo Torres-Dulce considera que El juez Priest es «una de las mejores películas de Ford en los años 30 y una de las más grandes de su larga carrera», y califica a la trilogía como «espléndida».